# Mondeville, Calvados
Mondeville là một xã trong tỉnh Calvados, thuộc vùng Normandie của nước Pháp, có dân số là 10678 người (thời điểm 1999), nằm ngay cạnh gần thành phố Caen.

## Nhân khẩu học
| 1962  | 1968  | 1975  | 1982  | 1990  | 1999   |
| ----- | ----- | ----- | ----- | ----- | ------ |
| 9.081 | 9.788 | 9.302 | 9.392 | 9.488 | 10 428 |

## Bibliographie
- Annick COJEAN, La mortalité infantile à Mondeville et Colombelles au Bản mẫu:XIXe s et Bản mẫu:XXe siècles, Mémoire de maîtrise, Université de Caen, 1978
- Claude LORREN, L'église Saint-Martin de Mondeville (Calvados), quelques questions, in Mélanges d'archéologie et d'histoire médiévales en l'honneur du doyen Michel de Boüard, Librairie Drez, Genève, Paris, 1982
- Jean-Pierre MICHEL, Vie et mort d'une société paysanne (989-1996), Bulletin municipal de Mondeville, n°60 et n°61, octobre 1996-janvier 1997
- Marc POTTIER, Mondeville de 1911 à 1926 ou la naissance d'un nouveau creuset, Université de Caen, 1984